# بين جونز (لاعب كرة قدم)
بين جونز (بالإنجليزية: Ben Jones)‏ (و. 1989  م) هو لاعب كرة قدم أمريكية، من الولايات المتحدة، ولد في سنترفيل، ألاباما، يلعب كمركز ‏.

## روابط خارجية
- بين جونز على موقع إي إس بي إن.كوم (أن.أف.أل)3
- بين جونز على موقع مرجع كرة القدم المحترفة.كوم (الإنجليزية)